# Kornelija Ninowa

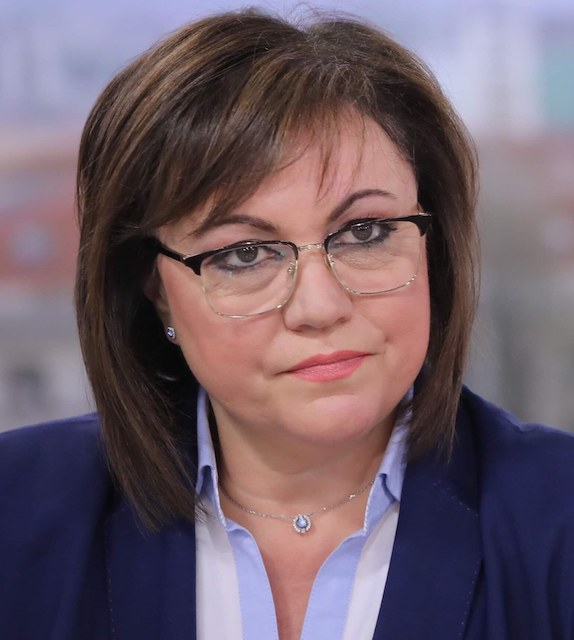
Kornelija Ninowa (2019)

Kornelija Ninowa (bulgarisch Корнелия Нинова; * 16. Januar 1969) ist eine bulgarische Politikerin und Juristin. Sie war von Mai 2016 bis Juni 2024 Parteivorsitzende der BSP. 

## Leben
2003 trat die studierte Juristin der BSP bei. 2005 wurde sie zur Stellvertreterin von Rumen Owtscharow, dem Minister für Wirtschaft und Energie in der Regierung Stanischew, bestimmt. Als Owtscharow 2007 im Zuge eines Korruptions- und Justizskandals zurücktrat, erfolgte auch ihre Demission.
2009 wurde sie erstmals in das bulgarische Parlament gewählt.
Im Mai 2016 wurde sie auf dem Parteikongress zur neuen Parteivorsitzenden der BSP gewählt und setzte sich hierbei mit 395 zu 349 Delegiertenstimmen gegen den bisherigen Parteivorsitzenden Michail Mikow durch. 2014 war sie Mikow bei der Wahl zum Parteivorsitzenden noch unterlegen. Ninowa ist damit die erste Frau, welche das Amt des Parteivorsitzenden der BSP bekleidet, sowie der erste Kandidat, welcher sich erfolgreich gegen einen Amtsinhaber durchsetzen konnte.
Nach den drei Parlamentswahlen 2021 (April, Juli und November), trat Ninowa als Parteivorsitzende der BSP zurück. Grund dafür seien die schlechten Ergebnisse der Partei. Am 10. Dezember 2021 kam es zu einem Koalitionsvertrag zwischen der BSP und den Antikorruptionsparteien Wir setzen den Wandel fort, ITN und DB, der von Ninowa für die BSP unterschrieben wurde. Seit dem 13. Dezember 2021 ist Ninowa stellvertretende Ministerpräsidentin und Ministerin der Wirtschaft und Industrie in der Regierung Petkow. Dabei zog sie ihren Rücktritt von der Spitze der Partei zurück.
Die schlechten Ergebnisse setzten sich jedoch bei den Parlamentswahlen 2022, 2023 und Juni 2024 fort, wo die Sozialisten erneut Verluste hinnehmen mussten, sodass sie von Wahl zu Wahl auf ihr schlechtestes Resultat seit 1990 kamen und zudem zum ersten Mal auf den fünften Platz belegten. 2024 wählen nur noch 151.557 Wähler die BSP, 32,9 % weniger Wähler sind als bei den Parlamentswahlen 2023. Die schlechten Ergebnisse 2024 führten erneut zum Rücktritt von Kornelija Ninowa als Vorsitzende der BSP. Dabei hatten 2017 noch fast eine Million Wähler für die BSP gestimmt. Am 15. Juni 2024 übernahm der Stellvertreter von Ninowa, Atanas Safirow, als Interimsvorsitzender die Leitung der Partei.
Ninowa wurde schließlich am 1. September 2024 aus der BSP ausgeschlossen. Grund dafür war, dass sie zwei ebenfalls mitausgeschlossene Parteimitglieder ermächtigte, die Partei für die anstehenden Wahlen am 27. Oktober bei der Zentralen Wahlkommission zu registrieren. Laut der Interimsführung steht dies jedoch nur Safirow zu, sodass Ninowa schließlich vom Nationalrat der Partei mit 105 Stimmen gegen 16 Gegenstimmen bei vier Enthaltungen ausgeschlossen wurde.